# John Capgrave
John Capgrave  (Norwich, 1393 – King's Lynn, 1464) angol Ágoston-rendi szerzetes volt, a középkori Anglia egyik legtermékenyebb történetírója.

## Pályafutása
Capgrave a King’s Lynn-i apátságban élt. Legkorábbi fennmaradt munkája Mózes első könyvének latin nyelvű kommentárja volt. Számos hasonló szöveget tulajdonítanak neki, ezek azonban elvesztek. 1440-ben írta első ismert angol nyelvű verses munkáját (Vita Sancti Augustini) Szent Norbert, a premontrei rend alapítójának életéről John Wygenhale, a West Dereham-i rendházfőnök megrendelésére. Ezt követően több más szent életrajzát is elkészítette.
1445 körül írta meg, szintén verses formában, korának egyik legnépszerűbb szentje, Alexandriai Szent Katalin élettörténetét, ezt már szélesebb közönségnek szánva. 1450 körül készült el a Hippói Szent Ágoston-életrajzzal egy nemesasszony számára, majd egy év múlva, a sempringhami Gilbertine-rendi apácák kérésére megírta a rend alapítójának élettörténetét.
Az életrajzokon kívül Capgrave írt egy könyvet a Rómába tartó zarándokoknak is Ye solace of pilgrimes (szabad fordításban Zarándokok vigasza) címmel. 1446-ban elkészítette a VI. Henrik angol királynak szóló könyvét (Liber de illustribus Henricis), amely híres Henrik keresztnevű emberek életrajzaiból állt. Utolsó munkája az Abbreviacion of Chronicles (szabad fordításban a Krónikák összegzése) volt, amely tömören összefoglalta, amit a világ történelméről tudtak vagy gondoltak a Teremtéstől az 1417-es Konstanzi zsinatig.
A 20. század elején Ágoston-rendi történészek kezdték el kutatni Capgrave munkásságát. Szövegei általában kéziratos formában maradtak fenn, amelyeket maga készített és javított, így hasznos alapanyagként szolgáltak a nyelvészeknek is.

## Munkái
- Abbreviacion of chronicles
- Liber de illustribus Henricis
- Life of St. Katharine of Alexandria
- Vita Sancti Augustini
- Ye solace of pilgrimes